# Ильин, Александр Иванович
Александр Иванович Ильи́н (23 ноября 1899, Санкт-Петербург — ?) — инженер, организатор производства, участник советского атомного проекта, лауреат Сталинской премии (1954).

## Биография
Родился в 1899 году в Санкт-Петербурге. Участник обороны Петрограда (1918).
В 1925 году окончил Ленинградский электротехнический институт им. В. И. Ульянова (Ленина).
В 1925—1941 гг. на ленинградском заводе «Электросила» им. С. М. Кирова: инженер отдела испытаний, зам. зав. отделом испытаний, зав. отделом испытаний, зам. гл. инженера, гл. инженер, в 1937—1941 зам. директора завода.
В 1941 г. зам. председателя технического совета Наркомата электропромышленности СССР. В 1941—1948 гг. работал на заводе «Уралэлектроаппарат» (Свердловск).
С 1948 по 1967 г. — на заводе «Электрохимприбор»: гл. инженер (1948—1955), гл. инженер — зам. директора завода (1955—1961), зам. гл. инженера по новой технике (1961—1967).
В 1967 г. переведён в г. Обнинск Калужской области.
Участник создания изотопного, затем — ядерного производства, изготовления и усовершенствования установок по разделению изотопов.
Лауреат Сталинской премии II степени (1954). Награждён орденами Ленина (1954), Трудового Красного Знамени (1939,1956, 1960), медалями.